# Петрик і вовк
Петрик і Вовк (рос. Пе́тя и волк; тв. 67, «симфонічна казка для дітей») — музична композиція, написана Сергієм Прокоф'євим у 1936 році. Оповідач розповідає дитячу історію, в той час як оркестр її ілюструє. Цей твір один з найбільш часто виконуваних творів у всьому класичному репертуарі.

## Історія створення
У 1936 році директорка Московського Центрального дитячого театру Наталія Сац доручила Прокоф'єву написати музичну симфонію для дітей. Сац і Прокоф'єв познайомилися після того, як він кілька разів відвідував її театр із синами. Намір полягав у тому, щоб познайомити дітей з окремими інструментами оркестру. Перший проєкт лібрето був про молодого піонера Петрика, який виправляє помилку, кидаючи виклик дорослому. (Це була поширена тема пропаганди, спрямованої на дітей у Радянський Союз у той час). Однак Прокоф'єв був незадоволений текстом, який написала Антоніна Саконська, популярна тоді дитяча авторка. Прокоф'єв написав нову версію, де Петрик захоплює вовка. Окрім пропаганди бажаних піонерських чеснот, таких як пильність, хоробрість та винахідливість, сюжет ілюструє радянські теми, такі як впертість небільшовицького старшого покоління (дідусь) та торжество людини (Петра), що приручає природу (вовка). 
Менше ніж за тиждень після написання казки, Прокоф'єв створив її фортеп'янну версію, завершивши її 15 квітня. Оркестрування завершили 24 квітня. Твір дебютував на дитячому концерті в головному залі Московської консерваторії з Московським філармонійним оркестром 2 травня 1936 року. Однак Сац захворіла та вистава не змогла привернути багато уваги, зокрема через недосвідченого оповідача, що заміняв Сац. Того ж місяця в Московському палаці піонерів відбувся набагато успішніший виступ із участю Наталії Сац. Американська прем'єра відбулася в березні 1938 р., Коли сам Прокоф'єв диригував Бостонським симфонічним оркестром у симфонічному залі Бостону разом з Річардом Гейлом. На той час Сац відбувала покарання в ГУЛАГу, куди її відправили після того, як в червні 1937 року був розстріляний її чоловік маршал Михайло Тухачевський. 

## Сюжет
Петрик, молодий радянський піонер,   живе в будинку свого діда на лісовій галявині. Одного разу Петрик виходить на галявину, залишаючи садові ворота відкритими, і качка, яка живе у дворі, користується можливістю поплавати в ставку поруч. Качка починає сперечатися з маленькою пташкою («Який ти птах, якщо не вмієш літати?» — «А який ти птах, якщо ти не вмієш плавати?»). Домашня кішка Петрика тихо спостерігаючи, збирається атакувати, і птах, попереджений Петриком, летить на безпечне місце на високому дереві, в той час як качка втікає в ставок. 
Дід Петро лає його за те, що він опинився на лузі на самоті («А що якщо вовк вийде з лісу?»),на що Петрик відповідає, кажучи: «Хлопчики, як я, вовків не бояться», його дід забирає назад в будинок і замикає ворота. Незабаром після цього «великий, сірий вовк» справді виходить з лісу. Кіт швидко залазить на дерево з птахом, але качка, яка вискочила зі ставка, стає жертвою вовка. 
Побачивши все це зсередини, Петрик дістає мотузку і перебирається через садову стіну на дерево. Він просить птаха облетіти голову вовка, щоб відволікти його, в той час як він опускає петлю і ловить вовка за хвіст. Вовк бореться, щоб звільнитися, але Петро прив’язує мотузку до дерева, і петля лише міцнішає. 
Деякі мисливці, які стежать за вовком, виходять із лісу, готові стріляти, але Петрик утримує їх, щоб допомогти йому відвезти вовка до зоопарку на параді перемоги (п'єса вперше була виконана для авдиторії юних піонерів на травневих святкування). Парад відбувався включно з пташкою, мисливцями, що ведуть вовка, котиком, і Дідусем який бурмотів («А якби Петро не зловив вовка? Що тоді?»). 
Історія закінчується словами: «Якщо ви будете дуже уважно слухати, то почуєте, як качка стукає всередині живота вовка, бо вовк в поспіху проковтнув її живою».   

## Виконання
Петрик і Вовк розрахований на наступний склад оркестру: 
- Мідні: 3 валторни в F, труба в B♭ і тромбон
- Ударні: литаври, трикутник, бубон, тарілки, кастаньєти, малий барабан і бас-барабан
- Струнні: перша та друга скрипки, альт, віолончель та контрабас
- Дерев'яні духові: флейта, гобой, кларнет в А та фагот

Кожен персонаж казки має певний інструмент та музичну тему: 
Пташка
Флейта
Відтворення аудіо не підтримується у вашому браузері. Ви можете завантажити аудіо-файл.
Качка
Гобой
Відтворення аудіо не підтримується у вашому браузері. Ви можете завантажити аудіо-файл.
Кішка
Кларнет
Відтворення аудіо не підтримується у вашому браузері. Ви можете завантажити аудіо-файл.
Дідусь
Фагот
Відтворення аудіо не підтримується у вашому браузері. Ви можете завантажити аудіо-файл.
Вовк
Французькі роги
Відтворення аудіо не підтримується у вашому браузері. Ви можете завантажити аудіо-файл.
Мисливці
дерев'яні духові і труба, з вогнепальними стрільбами на литаврах та бас-барабанах
Відтворення аудіо не підтримується у вашому браузері. Ви можете завантажити аудіо-файл.
Петрик
струнні група (скрипка, альт, віолончель та контрабас)
Відтворення аудіо не підтримується у вашому браузері. Ви можете завантажити аудіо-файл.
Твір триває близько 25 хвилин. 

## Записи
Згідно зі статтею Джеремі Ніколаса для журналу класичної музики Грамофон у 2015 році, найкращий загальний запис Петрика і Вовка був здійснений оркестром "Нова філармонія", оповідачем Річардом Бейкером та диригентом Раймонд Леппард у 1971 році. Кращою DVD версією є 2006 фільм Сьюзі Темплтон; музика виконується без оповідача оркестром філармонії під керівництвом Марка Стівенсона. 

## Адаптація Волтом Діснеєм, 1946
Прокоф'єв, під час гастролей на Заході в 1938 році, відвідав Лос-Анджелес і познайомився з Волтом Діснеєм . Прокоф’єв виконав фортеп'янну версію Петрика і Вовка для «le papa de Mickey Mouse», як Прокоф'єв описав його у листі до своїх синів. Дісней був вражений і розглядав можливість додавання анімаційної версії Петрика і Вовка до Фантазії, яка мала вийти у 1940 році. Через Другу світову війну ці плани провалилися, і лише в 1946 році Дісней випустив свою адаптацію «Петрик і Вовк», яку вів Стерлінг Голловей. Невідомо, чи про це знав Прокоф'єв, який на той момент перебував за залізною завісою.  Твір був випущений театрально як сегмент Make Mine Music, потім перевиданий у наступному році, супроводжуючи перевидання Fantasia (як короткий предмет до фільму), потім окремо на домашньому відео у 1990-х.  Ця версія вносить кілька змін у оригінальну історію. Наприклад: 
- Під час введення персонажа домашнім тваринам даються імена: «Сашко» птах, «Соня» качка, а «Іван» кішка.
- Починаючи мультфільм, Петрик та його друзі вже знають, що поруч є вовк і готуються його зловити.
- Мисливці отримують імена у більш пізній частині оповідання: «Міша», «Яша» та «Володимир».
- Петро мріє полювати і ловити вовка, і з цією метою виходить з саду, несучи дерев’яний пістолет.
- Врешті-решт, у розрізі оригіналу (і щоб історія була більш приємною для дітей) оповідач виявляє, що качку Соню вовк не з'їв. Раніше у фільмі показано, що вовк переслідує Соню, яка ховається у дуплі стовбура старого дерева. Вовк зникає з поля зору і повертається в поле зору з пером у роті, облизуючи щелепи. Петро, Іван та Саша припускають, що Соню з'їли. Після того, як вовк був спійманий, Сашко демонструється, оплакуючи Соню. У цей момент вона з'являється, і вони щасливо возз’єднуються.

У 1957 році в одній зі своїх телевізійних програм Дісней згадував, як сам Прокоф'єв відвідував студію Діснея, врешті-решт, надихнувшись на створення цієї анімаційної версії. Дісней використав піаніста Інґольфа Даля, який нагадував Прокоф'єва, щоб спроєктувати ситуацію, як би композитор сидів за фортеп'яно і грав теми з партитури.  

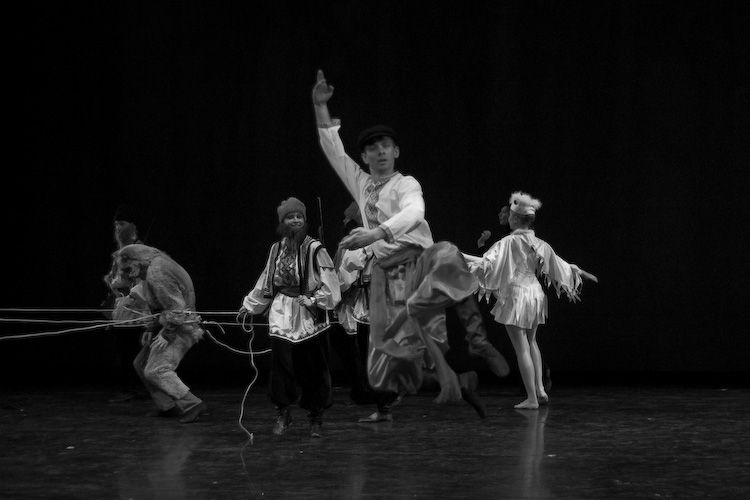
2007 виробництво, Торонто, Канада